# Сержио Маноел
Сержио Маноел Жуниор (порт. Sérgio Manoel Júnior; 2. март 1972) бивши је бразилски фудбалер.

## Каријера
Током каријере играо је за Сантос, Флуминенсе, Ботафого, Гремио Порто Алегре, Крузеиро, Коритиба и многе друге клубове.

## Репрезентација
За репрезентацију Бразила дебитовао је 1995. године. За национални тим одиграо је 4 утакмице.

## Статистика
| Бразил | Бразил | Бразил |
| Год.   | Ута.   | Гол.   |
| ------ | ------ | ------ |
| 1995   | 1      | 0      |
| 1996   | 1      | 0      |
| 1997   | 0      | 0      |
| 1998   | 2      | 0      |
| Укупно | 4      | 0      |